# Chop Suey!
Chop Suey! е песен на американската метъл група System of a Down от втория им албум Toxicity, издаден през 2001 година. Песента се превръща в най-големия комерсиален успех на групата и окупира челните места в американските класации за рок и метъл музика. Написана е от китариста и главен композитор в System of a Down Дарън Малакиан, в съдействие с вокалиста Серж Танкиан. Издадена е като сингъл през август 2001 (седмо място в класацията за метъл сингли) и се сдобива с видеоклип.
Името Chop Suey! произлиза от китайско варено оризово ястие (с месо или риба), със същото название. Работното заглавие на парчето е било Suicide.
Едно от неофициалните тълкуванията на значението на песента гласи, че тя е посветена на рискувалите и пожертвали живота си арменци в борбата срещу турския геноцид в началото на миналия век. Това обаче не е ясно изразено в текста, който е отворен за различни интерпретации.

## Сингъл
Сингълът Chop Suey! съдържа следните песни:
1. Chop Suey! – 3:30
2. Johnny – 2:07
3. Sugar (live) – 2:27
4. War? (live) – 2:48